# Knud Hauerslev
Knud Preben Liisberg Hauerslev (29. september 1905 i Korsør - 1. september 2000 i København) var en dansk tandlæge og mykolog. 
Hauerslev var søn af sagfører Valdemar Hauerslev og Ellen f. Liisberg. Han var uddannet tandlæge med praksis i Axelborg i København, men allerede i studentertiden på Sorø Akademi udviklede han en særlig interesse for svampe. Han blev medlem af Foreningen til Svampekundskabens Fremme i 1951, bestyrelsesmedlem fra 1958-1990 og kasserer fra 1958-1975, og beskrev i løbet af sin levetid et utal af svampearter, hvilket skaffede Hauerslev en stærk og respekteret plads i det internationale videnskabelige miljø. 

## Forfatterskab
- Helgi Hallgrimsson og Knud Haverslev: "Lignicolous Jelly Fungi and Aphyllo-phorales in Iceland" (Acta Botanica Islandica 12, s. 35-52; 1995) (engelsk)